# الحر العاملي
أَبُو جَعْفَرٍ مُحَمَّدُ بْنُ اَلْحَسَنِ بْنِ عَلِيٍّ بْنِ مُحَمَّدٍ اَلْحُرُّ اَلرِّيَاحِيُّ اَلتَّمِيمِيُّ اَلْعَامِلِيُّ (8 رجب 1033 هـ / 1623 - 21 رمضان 1104 هـ / 1692)؛ هو رجل دين وفقيه ومرجع ومُحدِّث إخباري، يشتهر في الأوساط الشيعية باسم «اَلْحُرُّ اَلْعَامِلِيُّ» واَلْعَامِلِيُّ نسبةً إلى جبل عامل، وكذلك يشتهر بلقب «صَاحِبُ الْوَسَائِلِ» لتأليفه الكتاب الروائي تفصيل وسائل الشيعة إلى تحصيل مسائل الشريعة. وقد لعب دورًا دينيًا مهمًا في الدولة الصفوية حيث تقلّد المناصب الدينية والقضائية، فأصبح في فترةٍ ما قاضي قُضاة خراسان. وهو من أبرز علماء المدرسة الأخبارية، التي لها بعض المباني والمسلكيات في استنباط الأحكام الشرعية تختلف بها عن المدرسة الأصولية - التي ينتمي إليها الغالبية العظمى من علماء الشيعة -؛ حيث تعتدّ المدرسة الأخبارية بعلم الفقه وقواعده وحده، بالإضافة لبعض الاختلافات الطفيفة في جوانب أخرى كعلم الرجال.

## اسمه ونسبه وعائلته

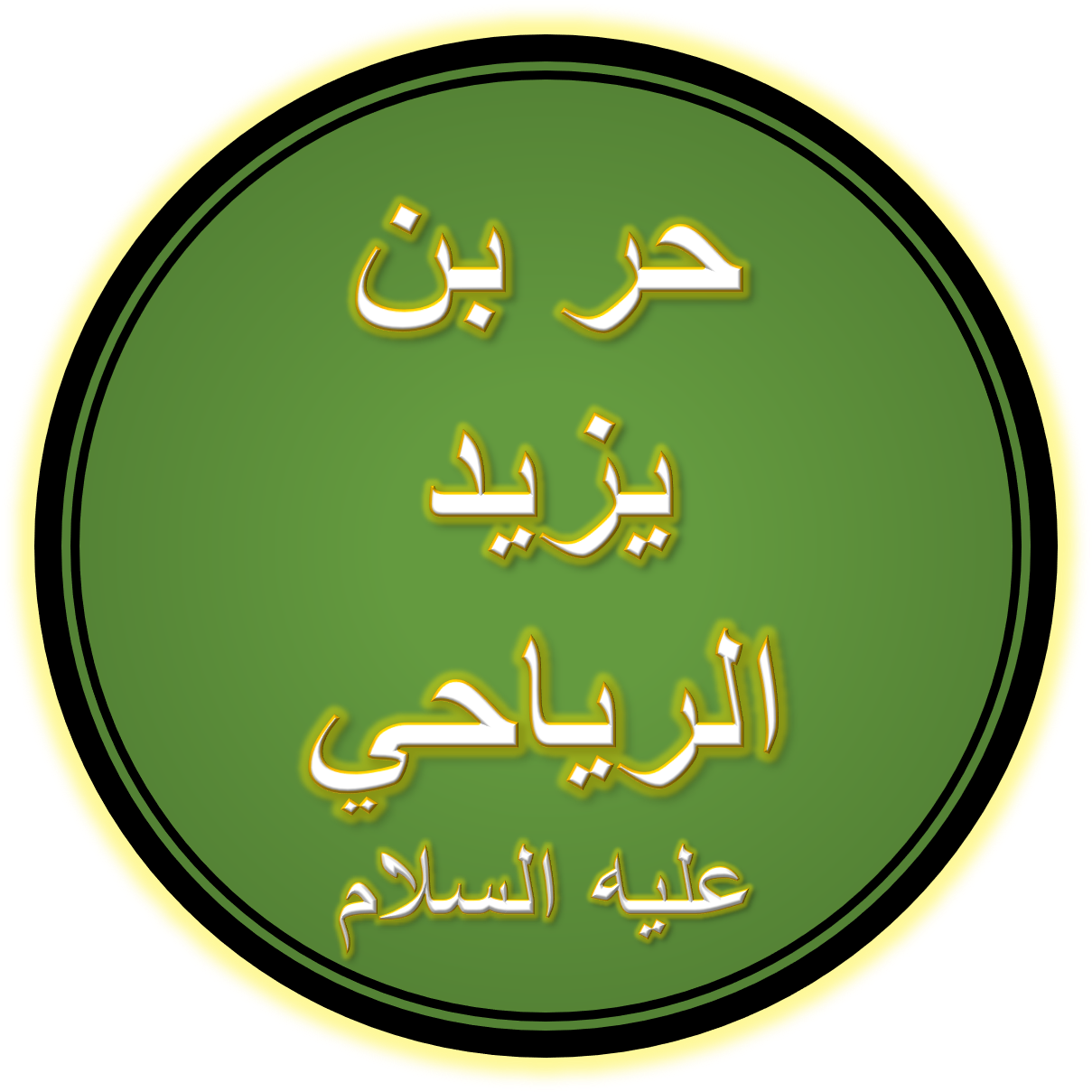
تخطيط لأسم الحر بن يزيد الرياحي حيث ينتهي نسب الحر العاملي إليه.

- هو: «محمد بن الحسن بن علي بن محمد بن الحسين بن عبد السلام بن عبد المطلب بن علي بن عبد الرسول بن جعفر بن عبد ربه بن عبد الله بن المرتضى بن صدر الدين بن نور الدين بن الصادق بن حجازي بن عبد الواحد بن الميرزا شمس الدين بن الميرزا حبيب الله بن علي بن معصوم بن موسى بن جعفر بن الحسن بن فخر الدين بن عبد السلام بن الحسن بن نور الدين بن محمد بن علي بن يوسف بن المرتضى بن حجازي بن محمد بن بكير بن الحر بن يزيد الرياحي».[5]

وينتهي نسبه إلى الحر بن يزيد الرياحي اليربوعي التميمي، الذي هو أحد زعماء أهل الكوفة وساداتها، وكان شريفاً في قومه جاهليةً وإسلاماً، وقد أرسله عبيد الله بن زياد ليساير الحسين ويراقب حركته، وقد ندم في اللحظات الأخيرة في يوم عاشوراء، وقُتل مع الحسين بن علي في معركة كربلاء يوم عاشوراء

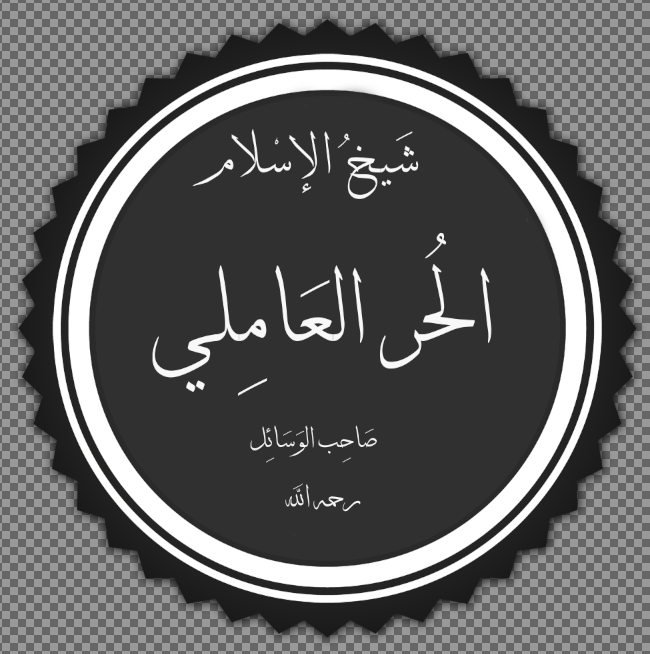
تخطيط اسم شيخ الإسلام صاحب الوسائل الحر العاملي بالترحم عليه

- كنيته وألقابه: لقبه العلماء بكثير من الألقاب التي منها شيخ الإسلام[5] زعيم الشيعة[5] الحر العاملي[12] صاحب الوسائل[13] أحد المحمدين الثلاثة[14]
- عائلته: ينتمي الحر العاملي إلى أسرة آل الحر التي يقول فيها المؤرّخ محسن الأمين:«آل الحرّ بيت علم قديم، نَبَغ فيه جماعات، ولا يزال العلم في هذا البيت إلى اليوم، يمتازون بالكرم والسخاء، وبشاشة الوجه وحُسن الأخلاق.»[15] ، فهو سليل عائلة كثر فيها العلماء ومنهم:
- جدّ والده: محمد بن الحسين الحر العاملي المشغري: درس على الشهيد الثاني، وأجازه وتزوج الشهيد الثاني بابنته.
- جدّه:علي بن محمد الحر العاملي: كان من تلامذة حسن صاحب المعالم ومحمد صاحب المدارك، توفي بالنجف مسموما.[16]
- والده:الحسن بن علي الحر العاملي المشغري: كان عالما بفنون اللغة والأدب والفقه ولا سيما المواريث ولد عام 1000هـ وتوفي في طريق مشهد في خراسان عام 1062هـ، ودفن في مدينة مشهد.[17]
- عم والده:محمد بن محمد بن الحسين الحر العاملي: كان شاعرا، قرأ محمد صاحب المدارك وحسن صاحب المعالم وبهاء الدين العاملي، توفي عام 980 هـ.[18]
- عم والده وجده لأمّه:عبد السلام بن محمد الحر العاملي: من تلامذة حسن صاحب المعالم ومحمد صاحب المدارك، له جملة من المؤلفات منها «رسالة في المفطرات» وقد عمّر عبد السلام حتى جاوز التسعين.[19]
- خال والده:علي بن محمود العاملي: درس على محمد بن علي الحرفوشي ومحمد بن علي التبنيني ومحمد حسن صاحب المعالم، من مصنفاته «رسالة الإنكار في مسألة».
- عمّه:حسين بن علي بن محمد الحر العاملي: سافر إلى أصفهان وسكن بدارة بهاء الدين العاملي، ودرس عليه. وكان الشهيد الثاني جدّه لأمّه، وهو ابن بنت الشيخ حسن صاحب المعالم.
- عمّه:محمد بن علي بن محمد بن الحسين الحر العاملي المشغري: توفي عام 1081 هـ، أمّه بنت حسن صاحب المعالم، له رسالة في أسفاره سماها «الرحلة» وله شعر كثير.
- أخوه لأبيه وأمه:أحمد الحر العاملي: كان عارفا بالتواريخ له كتاب في «تفسير القرآن» وكتاب آخر في التاريخ أسماه «التاريخ الكبير والصغير» وله «حاشية على كتاب المختصر النافع»[20] ، وله أيضا كتاب "جواهر الكلام في الخصال المحمودة في الأنام[21]"، وله أيضا كتاب "الدر المسلوك في أحوال الأنبياء والأوصياء والخلفاء والملوك[22]". ولد عام 1034 هـ، وتوفي عام 1120هـ.[23]
- أخوه:زين العابدين بن الحسن بن علي بن محمد الحر العاملي: كان عالما محققا عارفا بالعربية والفقه والحديث، توفي بصنعاء عام 1078هـ، له عدد من المؤلفات منها «رسالة في التقية» و«تاريخ باللغة الفارسية» و«ديوان شعري يقرب من 5000 بيتا» و «متوسط الفتوح بين المتون والشروح» وهي رسالة في علم الهيئة.
- أخوه:علي بن الحسن بن علي بن محمد الحر العاملي: قرأ على أبيه وأخيه صاحب الوسائل وتوفي في طريق مكة عام 1078هـ.
- ابنه:محمد رضا بن محمد بن الحسن الحر العاملي: توفي عام 1110 هـ، ودفن بالقرب من قبر أبيه، وقد قام مقام والده بعد وفاته وعاش بعده ست سنين، جمع شعر الشيخ بهاء الدين العاملي في ديوان مستقل.
- ابن عمّه:حسن بن محمد بن علي بن محمد الحر العاملي: كان فاضلا صالحا فقيها عارفا بالعربية.[24]
- ابن أخته:أحمد بن الحسن بن علي الحر العاملي المشغري: له شرح على أرجوزة المواريث التي نظمها الحر العاملي.[25]

## حياته

مشغرة حيث ولد الحر العاملي

### ولادته
ولد في قرية مشغرة إحدى قرى جبل عامل، ليلة الجمعة ثامن شهر رجب المرجب، عام ثلاث وثلاثين بعد الألف من الهجرة النبوية (8 رجب 1033 هـ / 1623) ، وقد وُلد في العهد الذي كان فيه لبنان جُزءًا من الدولة العثمانية.

### أسفاره
أقام في قريته (مشغرة) أربعين سنة، حجَّ خلالها مرَّتين، ثمَّ سافر إلى العراق، فزار هناك مراقد أئمة أهل البيت، بعد ذلك رحل إلى خراسان، فزار مرقد الإمام الرضا، واتّفقت مجاورته فيها إلى الوقت الذي ألّف كتابه (أمل الآمل) الذي ترجم فيه لنفسه ذاكراً أنّ إقامته في المشهد الرضويّ حتّى ذلك العام قد مضت عليها أربع وعشرون سنة، حجّ خلالها مرّتين، وزار خلالها أيضاً العراق مرّتين أُخريَين وكان قد زار مدينة اصفهان في تلك الفترة والتقى هناك بمحمّد باقر المجلسيّ صاحب كتاب بحار الأنوار، وأخذ منه إجازة الرواية وأعطاه مِثلها، واستقرّ به المقام في المشهد الرضوي مدّة ثلاثين سنة حتى أصبح من أعاظم علمائها ومُنح منصب شيخ الإسلام ومنصب القضاء، إلى أن تُوفّي عام 1104هـ.

### وفاته

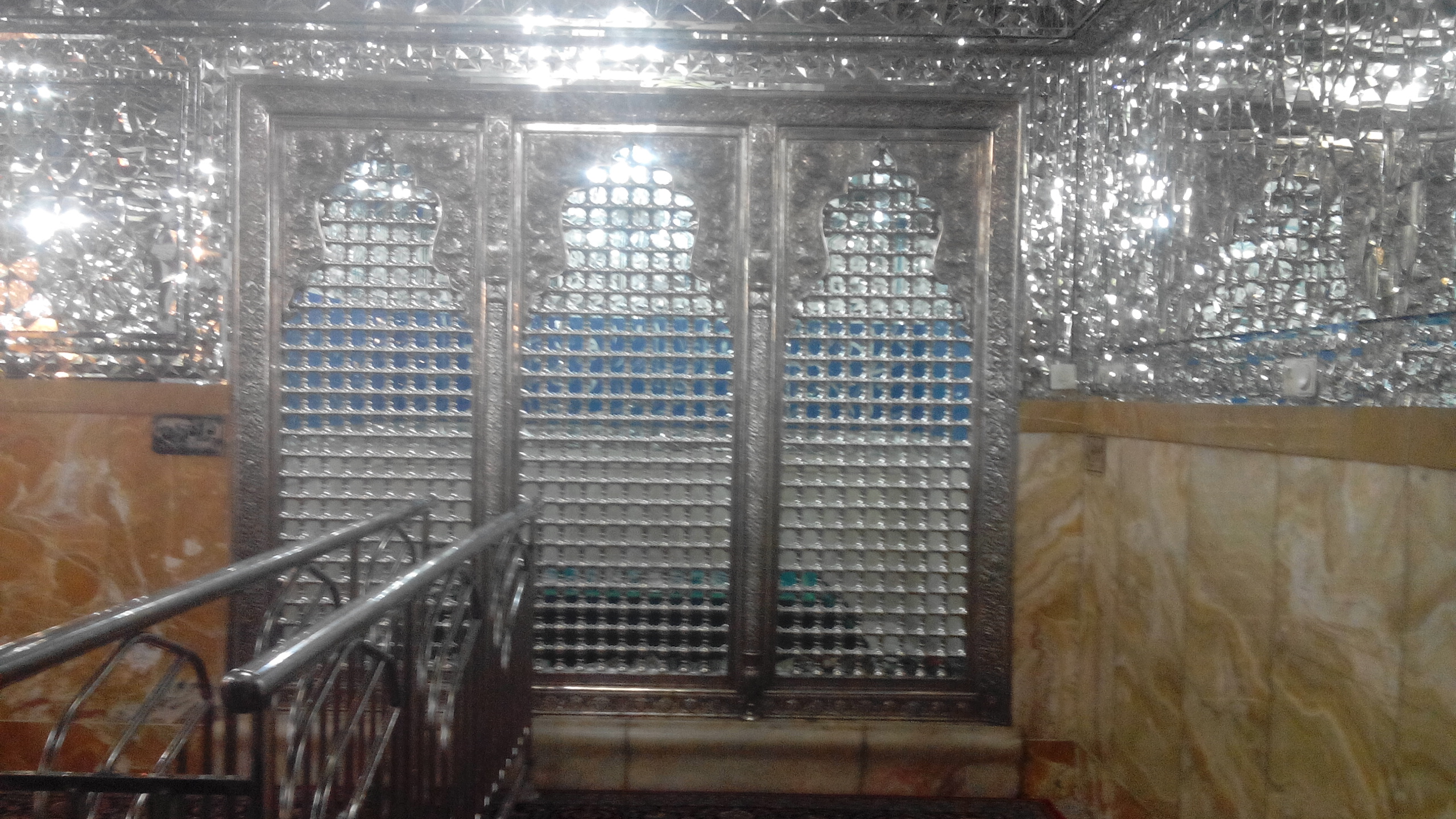
قبر الحر العاملي

توفي في اليوم الحادي والعشرين من شهر رمضان سنة 1104هـ، وصلى عليه أخوه أحمد صاحب الدر المسلوك تحت القبة جنب المنبر، واقتدى به الألوف من الناس، ودفن في أيوان حجرة من حجرات الصحن الشريف ملاصقة بمدرسة الميرزا جعفر، وهو اليوم مشهور يزار، وعليه ضريح صغير من الصفر يقصده الزائرين ، وقال أخوه أحمد الحر في كتابه الدر المسلوك:«في اليوم الحادي والعشرين من شهر رمضان سنة 1104 هـ كان مغرب شمس الفضيلة والإفاضة والإفادة ومحاق بدر العلم والعمل والعبادة شيخ الإسلام والمسلمين وبقية الفقهاء و المجتهدين الناطق بهداية الأمة وبداية الشريعة الصادق في النصوص والمعجزات ووسائل الشيعة الإمام الخطيب الشاعر الأديب عبد ربه العظيم العلي الشيخ أبو جعفر محمد بن الحسن الحر العاملي المنتقل إلى رحمة باريه عند ثامن مواليه وهو أخي الأكبر صليت عليه في المسجد تحت القبة جنب المنبر ودفن في إيوان حجرة في صحن الروضة الملاصق لمدرسة ميرزا جعفر وكان قد بلغ عمره اثنين وسبعين»
ورثاه وأرخ وفاته أحد الشعراء بقوله:

## دراسته وأساتذته وتلامذته

### مدرسته الفقهية
كان الحر العاملي من علماء المدرسة الإخبارية ، وكان يدعم الرأي القائل بصحة أغلب روايات الكتب الأربعة ، وقد جاء بعشرين دليلا على هذا المدعى سطرها في آخر كتابه وسائل الشيعة ، وكان ويرفض تقسيم الحديث إلى حسن وموثق، وكان يرى أن الأحاديث إما صحيحة أو ضعيفة ، وكان يعتقد بعدم جواز العمل بالظن؛ وذلك لوجود طريق العلم للعمل بالأحكام الشرعية ، وقد كان لأساتذته دور كبير في جعله يسلك مسلك الأخبارية، وهو المسلك الغالب على عصره، أي عصر الدولة الصفوية، والعاملي من مروجي الفكر الأخباري، بل هو أحد أعمدة هذه المدرسة، ولكنّه يوصف بالإعتدال فقد ابتعد عن الجدل والنقاش والكلام ضد الأصوليين والمجتهدين، ومع كونه إخباريا إلا أنه كان يستفيد من القواعد العقلية في استنباط الأحكام، وأهم كتبه في ميدان العقيدة كتاب «الفوائد الطوسية» الذي بيّن فيه معتقداته ودافع فيه عن مسلكه الإخباري.

### دراسته

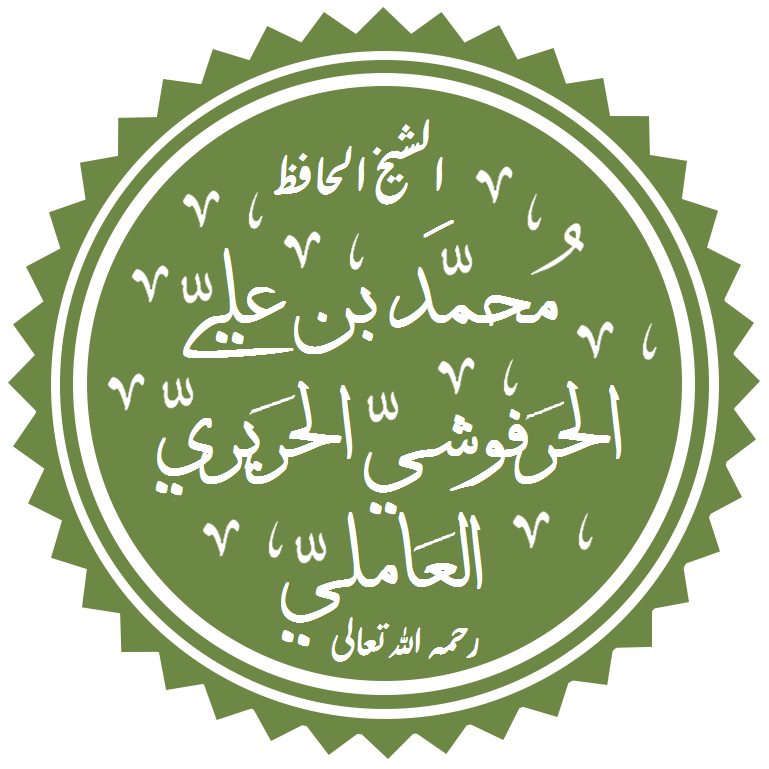
محمد الحرفوشي ، من أبرز أساتذته.

في ترجمته لنفسه في كتابه «أمل الأمل» يذكر دراسته فيقول أنّه قرأ ودرس في بلدته مشغرة عند أبيه وعمه وجده لأمه وخال أبيه وغيرهم، كما درس في قرية جباع على ثُلّة من رجال الدين هناك منهم زين الدين بن محمد بن الحسن صاحب المعالم بن زين الدين الشهيد الثاني وحسين الظهيري وغيرهما، وهو يروي بالإجازة عن المجلسي ونعمة الله الجزائري وغيرهما، وأبرز أساتذته:
- هاشم البحراني
- فخر الدين الطريحي
- محمد الحرفوشي
- محمد طاهر القمي الشيرازي
- الفيض الكاشاني
- ميرزا الجزائري النجفي
- عبد السلام بن محمد الحر العاملي
- علي بن محمود العاملي.
- الحسن بن علي الحر العاملي.
- حمّد بن علي الحر العاملي.
- زين الدين بن محمد بن الحسن بن الشهيد الثاني
- حسين الظهيري العاملي
- حسن الحسيني العاملي
- ميرزا الجزائري النجفي
- علي حفيد الشهيد الثاني
- حسين الخونساري
- محمد الكاشي.

### تلامذته
تتلمذ عليه عدد كبير من العلماء في جبل عامل وفي إيران ومنهم:
- محمد باقر المجلسي
- محمد الشحوري
- نعمة الله الجزائري
- نور الدين بن نعمة الله الجزائري
- محمّد رضا الحر العاملي.
- حسن الحر العاملي.
- علي بن الحسن بن علي بن محمد الحر العاملي
- إبراهيم بن علي بن موسى العاملي
- محمد صالح الهروي
- محمود بن عبد السلام المعني
- مصطفى بن عبد الواحد بن سيار الحوبز
- محمد رضا الحوبز
- حسن عبد الواحد بن سيار الحوبز
- محمد بن محمد باقر الحسيني الأعرجي
- محمد بن محمد بديع الرضوي المشهدي
- محمد فاضل بن محمد مهدي المشهدي
- محمد بن علي بن محيي الدين الموسوي العاملي
- محمد صالح بن محمد باقر القزويني
- محمد تقي بن عبد الوهّاب الأسترآبادي المشهدي
- محمد تقي الدهخوارقاني القزويني
- محمد بن أحمد الحسيني الجيلاني
- محسن بن محمد طاهر القزويني الطالقاني

## شعره
فضلاً عن فقاهته وروايته للحديث، وتبحُّره في كثير من المعارف والعلوم، فقد كان شاعراً مُجيداً، وله ديواناً كبيراً حوى عشرين ألف بيت، وضمَّ منظومات عديدة في التاريخ، والمواريث، والزكاة، والهندسة.
ومنها همزيّته التي نيفت على الأربعمائة بيت، ومنها قوله:
إضافة إلى قصائده الكثيرة في مدح أهل البيت منها:
وكان شديد التعلق بأهل البيت، حيث قال:
ومن لطيف شعره مزجه المدح بالغزل حيث يقول:
ومن شعره في صدق التوكل على الله تعالى:

## مكانته العلمية وأقوال العلماء فيه
كان أديباً وشيخاً فقيهاً ومحقّقاً ولمكانته وعلمه فقد أصبح قاضي قضاة خراسان، وقد أكثر أصحاب التراجم -الشيعية- من مدحه والثناء عليه ومنهم:
- محمد الأردبيلي: «الشيخ الإمام العلاّمة، المحقّق المدقّق، جليل القدر، رفيع المنزلة، عظيم الشأن، عالم فاضل، كامل متبحّر في العلوم، لا تحصى فضائله ومناقبه».[39]
- حسين النوري الطبرسي:«العالم المتبحر الجليل الشيخ محمد بن الحسن بن علي بن الحسين الحر العاملي المشغري.. صاحب التصانيف الرائقة التي منها كتاب الوسائل الذي هو كالبحر الذي ليس له ساحل»[40]
- شهاب الدين المرعشي:« العلامة الحبر المتبحر، خريت علمي الفقه والحديث، نابغة الرواية، مركز الإجازة وقطب رحاها، علم الفضل وعليمه، النجم المضئ من القطر العاملي، أبو بجدة الآثار، يتيمة عقد النقل، جوهرة التقوى والعدالة».[40]
- عباس القمي:«محمد بن الحسن بن علي المشغري، شيخ المحدثين وأفضل المتبحرين العالم الفقيه النبيه المحدث المتبحر الورع الثقة الجليل، أبو المكارم والفضائل صاحب المصنفات المفيدة، منها الوسائل الذي من على المسلمين بتأليف هذا الجامع الذي هو كالبحر لا يساحل، ومنها كتاب أمل الآمل الذي نقلنا منه كثيرا في هذا الكتاب، جزاه الله تعالى خير الجزاء لخدمته بالشريعة الغراء».[41]
- علي خان: «الشيخ محمد بن الحسن بن علي بن محمد الحر الشامي العاملي، عَلَم عِلم لا تباريه الأعلام، وهضبة فضل لا يفصح عن وصفها الكلام، أرَّجت أنفاس فوائده أرجاء الأقطار، وأحيت كل أرض نزلت بها فكأنها لبقاع الأرض أمطار. تصانيفه في جبهات الأيام غرر، وكلماته في عقود السطور درر، ويحيي بفضله مآثر أسلافه، وينتشي مصطحباً ومغتبقاً برحيق الأدب وسلافه، وله شعر مستعذب الجنى، بديع المجتلى والمجتنى».[42]
- عبد الحسين الأمينيّ: «هو مجدد شرف بيته الغابر من أعلام المذهب وزعماء الشيعة، تقلد شيخوخة الاسلام على العهد الصفوي، أختصه المولى بتوفيق باهر قل من ضاهاه فيه، فنشر أحاديث أئمة الدين صلوات الله عليهم ».[43]
- يوسف البحرانيّ:«كان عالماً فاضلاً محدِّثاً أخباريّاً».[44]
- خير الدين الزركليّ: «فقيه إماميّ مؤرّخ».[45]
- عمر كحالة:«مؤرّخ، فقيه، أُصوليّ، محدِّث متكلّم، مشارك في أنواع من العلوم».[46]

## مؤلفاته
أغنى المكتبة الإسلامية بمؤلفاته التي أصبحت مرجعاً لبقية الكتب عند الشيعة الإمامية، ومنها كتاب وسائل الشيعة، وكذلك صنّف العديد من الكتب والرسائل ويرى يوسف البحراني أن كتب الحر العاملي تحتاج إلى التحقيق والتحبير والتهذيب والتنقيح، وفيما يلي بعض مؤلفاته:

«تفصيل وسائل الشيعة إلى تحصيل مسائل الشريعة»، الشهير بِاْسم «وسائل الشيعة» يعد من أبرز مؤلفاته على الإطلاق، حتى إنه لقب بصاحب الوسائل نسبة للكتاب

### الكتب
- وسائل الشيعة إلى تحصيل مسائل الشريعة
- الاثنا عشرية في رد الصوفية
- تحرير وسائل الشيعة وتحبير وسائل الشريعة.
- الجواهر السنية في الأحاديث القدسية.
- إثبات الهُداة بالنصوص والمعجزات
- الفصول المهمَّة في أُصول الأئمَّة
- أمل الآمل في علماء جبل عامل
- العربية العلوية واللغة المروية.
- كشف التعمية في حكم التسمية.
- هداية الأُمَّة إلى أحكام الأئمَّة.
- الصحيفة الثانية السجادية.
- فهرس وسائل الشيعة سمّاه
- كتاب الإجازات.
- الفوائد الطوسية.
- الأخلاق
- مقتل الحسين عليه السلام
- حواش على الكتب الأربعة
- ديوان زين العابدين عليه السلام
- ديوان شعر: يزيد عن 20000 بيت من الشعر.

### الرسائل

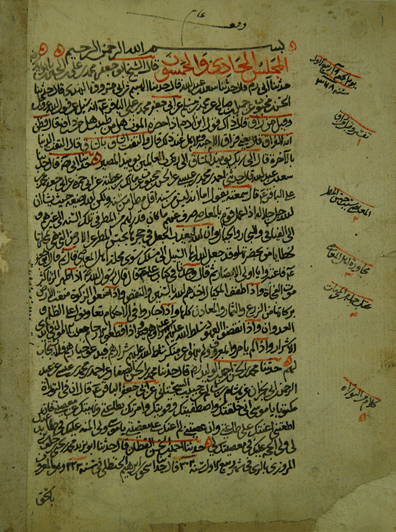
خط منسوب للحر العاملي من عام 1114 هـ.

له العديد من الرسائل العلميّة، منها:
- رسالة الرجعة : الإيقاظ من الهجعة بالبرهان على الرجعة
- رسالة في خَلق الكافر
- رسالة الجمعة
- رسالة في حُكم الإجماع : نزهة الأسماع في حكم الإجماع
- رسالة في تواتر القرآن
- رسالة في أحوال الصحابة
- رسالة الرجال
- رسالة في الرد على الصوفية.
- رسالة في تنزيه المعصوم عن السهو والنسيان
- رسالة في الواجبات والمحرّمات المنصوصة سمّاها
- رسالة في الوصيّة للولد

### المنظومات العلمية
كما وله العديد من المنظومات الشعرية العلمية ومنها:
- منظومةً في تواريخ النبيّ والأئمّة
- منظومة في المواريث
- منظومة في الزكاة
- منظومة في الهندسة

## كتب عنه
- الحر العاملي ومنهجه في تفصيل وسائل الشيعة - جواد البهادلي
- الحر العاملي موسوعة الحديث والفقه والأدب - حسين الخشن

### إشارات مرجعية
1. ↑  ترجمة الحر العاملي، كتاب تكملة أمل الآمل - السيد حسن الصدر - ترجمة رقم 327
2. 1 2  "18307333". viaf.org. مؤرشف من الأصل في 2021-04-03. اطلع عليه بتاريخ 2021-04-03.
3. ↑  "ISNI 0000000118039075 Al-Hurr al-Aamili (Muslim cleric and scholar) ( 1624-1693 )". isni.oclc.org. مؤرشف من الأصل في 2021-04-03. اطلع عليه بتاريخ 2021-04-03.
4. ↑  "Muḥammad ibn al-Ḥasan al-Ḥurr al- ʿĀmilī (1623?-1692)". data.bnf.fr (بالإنجليزية). Archived from the original on 2021-04-03. Retrieved 2021-04-03.
5. 1 2 3 4  "وسائل الشيعة (آل البيت) - الحر العاملي - ج ١ - الصفحة مقدمة التحقيق ٧٣". shiaonlinelibrary.com. مؤرشف من الأصل في 2021-04-03. اطلع عليه بتاريخ 2021-04-03.
6. ↑  "أمل الآمل - الحر العاملي - ج ١ - الصفحة كلمة المحقق ٩". shiaonlinelibrary.com. مؤرشف من الأصل في 2020-08-01. اطلع عليه بتاريخ 2021-04-03.
7. ↑  "مقتضب الأثر - أحمد بن عياش الجوهري - الصفحة المقدمة ٦". shiaonlinelibrary.com. مؤرشف من الأصل في 2021-04-03. اطلع عليه بتاريخ 2021-04-03.
8. ↑  "وسائل الشيعة ط-آل البیت - الحر العاملي، الشيخ أبو جعفر - مکتبة مدرسة الفقاهة". ar.lib.eshia.ir. مؤرشف من الأصل في 2020-06-24. اطلع عليه بتاريخ 2021-04-03.
9. 1 2  العاملي، الحر. أمل الآمل. ص. 73.
10. ↑  "الخلاف الأصوليين والأخباريين وكيفية الاحتياط". research.rafed.net. مؤرشف من الأصل في 2020-11-20. اطلع عليه بتاريخ 2021-04-03.
11. ↑  "حول المصدر الرئيسي للاستنباط بين الأصولي والأخباري". research.rafed.net. مؤرشف من الأصل في 2020-06-19. اطلع عليه بتاريخ 2021-04-03.
12. ↑  "موسوعة التراجم والأعلام - الحر العاملي". www.taraajem.com. مؤرشف من الأصل في 2021-04-03. اطلع عليه بتاريخ 2021-04-03.
13. ↑  "مستدرك الوسائل - الميرزا النوري - ج ١٢ - الصفحة ٢٨٩". shiaonlinelibrary.com. مؤرشف من الأصل في 2020-06-27. اطلع عليه بتاريخ 2021-04-03.
14. ↑  "تكملة أمل الآمل - السيد حسن الصدر - الصفحة ٣٤٠". shiaonlinelibrary.com. مؤرشف من الأصل في 2021-04-03. اطلع عليه بتاريخ 2021-04-03.
15. ↑  "أعيان الشيعة - السيد محسن الأمين - ج ٢ - الصفحة ٤٩٤". shiaonlinelibrary.com. مؤرشف من الأصل في 2020-07-30. اطلع عليه بتاريخ 2021-04-03.
16. ↑  ا، ظر ترجمته في كتاب أمل الآمل - الجزء 1 - الحر العاملي - الترجمة رقم 138
17. ↑  ترجمة والده في كتاب أمل الآمل - الحر العاملي- الجزء1 - ترجمة رقم 52
18. ↑  أنظر ترجمته في كتاب أمل الآمل - الجزء 1 - الحر العاملي - الرقم 181
19. ↑  أمل الآمل في علماء جبل عامل - الحر العاملي - باب العين - ترجمة رقم 96 - الجزء الأول
20. ↑  "الذريعة - آقا بزرگ الطهراني - ج ٦ - الصفحة ١٩٣". shiaonlinelibrary.com. مؤرشف من الأصل في 2020-01-28. اطلع عليه بتاريخ 2021-04-03.
21. ↑  "الذريعة - آقا بزرگ الطهراني - ج ٢٦ - الصفحة ٢٦٣". shiaonlinelibrary.com. مؤرشف من الأصل في 2021-04-03. اطلع عليه بتاريخ 2021-04-03.
22. ↑  "مرآة الكتب - التبريزي - الصفحة ٢٣٧". shiaonlinelibrary.com. مؤرشف من الأصل في 2020-07-02. اطلع عليه بتاريخ 2021-04-03.
23. ↑  "تكملة أمل الآمل - السيد حسن الصدر - الصفحة ٩٤". shiaonlinelibrary.com. مؤرشف من الأصل في 2021-04-03. اطلع عليه بتاريخ 2021-04-03.
24. ↑  ترجمة ابن عمّه في كتاب أمل الآمل - الحر العاملي - الجزء1 - ترجمة رقم 57
25. ↑  ترجمة الشيخ أحمد بن حسن بن محمد بن علي الحر في كتاب أمل الآمل - الحر العاملي- الجزء1 -الرقم 15
26. ↑  "وسائل الشيعة (آل البيت) - الحر العاملي - ج ١ - الصفحة مقدمة التحقيق ٧٤". shiaonlinelibrary.com. مؤرشف من الأصل في 2021-04-03. اطلع عليه بتاريخ 2021-04-03.
27. 1 2  "أمل الآمل - الحر العاملي - ج ١ - الصفحة كلمة المحقق ٥٢". shiaonlinelibrary.com. مؤرشف من الأصل في 2020-07-31. اطلع عليه بتاريخ 2021-04-04.
28. ↑  "محمد بن الحسن - الحر العاملي - موسوعة شخصيات وأعلام". www.ansarh.com. مؤرشف من الأصل في 2014-08-10. اطلع عليه بتاريخ 2021-04-03.
29. ↑  "وسائل الشيعة (آل البيت) - الحر العاملي - ج ٣٠ - الصفحة ٢٤٩". shiaonlinelibrary.com. مؤرشف من الأصل في 2020-08-03. اطلع عليه بتاريخ 2021-04-03.
30. ↑  "وسائل الشيعة (آل البيت) - الحر العاملي - ج ٣٠ - الصفحة ٢٥٢". shiaonlinelibrary.com. مؤرشف من الأصل في 2021-02-12. اطلع عليه بتاريخ 2021-04-03.
31. ↑  "وسائل الشيعة (آل البيت) - الحر العاملي - ج ٣٠ - الصفحة ٢٥١". shiaonlinelibrary.com. مؤرشف من الأصل في 2019-01-26. اطلع عليه بتاريخ 2021-04-03.
32. ↑  الحر العاملي، وسائل الشيعة، ج 20، ص 105 ــ 112.
33. ↑  الحر العاملي، الفوائد الطوسية، ص 87 ــ 88.
34. ↑  "أمل الآمل - الحر العاملي - ج ١ - الصفحة كلمة المحقق ١٧". shiaonlinelibrary.com. مؤرشف من الأصل في 2014-06-20. اطلع عليه بتاريخ 2021-04-03.
35. 1 2  "وسائل الشيعة (آل البيت) - الحر العاملي - ج ١ - الصفحة مقدمة التحقيق ٨٢". shiaonlinelibrary.com. مؤرشف من الأصل في 2021-04-03. اطلع عليه بتاريخ 2021-04-03.
36. ↑  "وسائل الشيعة (آل البيت) - الحر العاملي - ج ١ - الصفحة مقدمة التحقيق ٨٣". shiaonlinelibrary.com. مؤرشف من الأصل في 2021-04-03. اطلع عليه بتاريخ 2021-04-03.
37. ↑  "أمل الآمل - الحر العاملي - ج ١ - الصفحة ١٥٢". shiaonlinelibrary.com. مؤرشف من الأصل في 2021-04-03. اطلع عليه بتاريخ 2021-04-03.
38. 1 2  "وسائل الشيعة (آل البيت) - الحر العاملي - ج ١ - الصفحة مقدمة التحقيق ٨٤". shiaonlinelibrary.com. مؤرشف من الأصل في 2021-04-03. اطلع عليه بتاريخ 2021-04-03.
39. ↑  راجع جامع الرواة - محمد الأردبيلي - جزء2 - صفحة 90
40. 1 2  "أمل الآمل - الحر العاملي - ج ١ - الصفحة كلمة المحقق ٢٠". shiaonlinelibrary.com. مؤرشف من الأصل في 2021-01-04. اطلع عليه بتاريخ 2021-04-04.
41. ↑  "الكنى والألقاب - الشيخ عباس القمي - ج ٢ - الصفحة ١٧٦". shiaonlinelibrary.com. مؤرشف من الأصل في 2021-04-04. اطلع عليه بتاريخ 2021-04-04.
42. ↑  "وسائل الشيعة (آل البيت) - الحر العاملي - ج ١ - الصفحة مقدمة التحقيق ٨٠". shiaonlinelibrary.com. مؤرشف من الأصل في 2021-04-04. اطلع عليه بتاريخ 2021-04-04.
43. ↑  "أمل الآمل - الحر العاملي - ج ١ - الصفحة كلمة المحقق ١٩". shiaonlinelibrary.com. مؤرشف من الأصل في 2014-04-19. اطلع عليه بتاريخ 2021-04-04.
44. ↑  الشيخ يوسف البحراني - لؤلؤة البحرين - صفحة 76
45. ↑  الزركلي - كتاب الأعلام - جزء 6 - صفحة 321
46. ↑  عمر كحالة - معجم المؤلفين - الجزء 9 - صفحة 204
47. ↑  "أعيان الشيعة - الأمين، السيد محسن - مکتبة مدرسة الفقاهة". ar.lib.eshia.ir. مؤرشف من الأصل في 2021-04-03. اطلع عليه بتاريخ 2021-04-03.